# Аїша Дуйгі
Аїша Дуйгі — марокканська правозахисниця із сахравської народності, президентка Сахравської обсерваторії миру, демократії та прав людини. Дуйгі виступає проти таборів Фронту Полісаріо у вілаєті Тіндуф на південному заході Алжиру на кордоні із Західною Сахарою, а також виступає представником викрадених і тих, хто перебуває в полоні в таборах Полісаріо . Прагне боротися з пропагандою та дезінформацією, які ще більше маргіналізують уразливих жінок.
У 2019 році Дуйгі отримала Європейську премію за міжнародне жіноче лідерство в Європейському парламенті .

## Активізм
Як президентка Сахравської обсерваторії миру, демократії та прав людини, Дуйгі відповідає за співпрацю з іншими недержавних організацій щодо питань, які викликають занепокоєння та зацікавлення. Разом із Незалежною мережею прав людини та Сахравською лігою за демократію та права людини Аїша Дуйгі виступила із заявою, в якій засудила замовчування світовим співтовариством фактів перебування бранців у таборах Полісаріо в Тіндуфі та Лахмаді.
Дуйгі також звернулася до Ради Безпеки ООН з проханням вирішити проблеми нерівності та дискримінації за ознакою статі щодо ролі жінок у встановленні миру в регіоні. З цією метою вона сприяла створенню численних громадських ініціатив та проєктів, спрямованих на покращення добробуту дітей, а також ряду ініціатив, спрямованих на припинення торгівлею людьми.
Дуйгі високо оцінила зусилля Комісії рівності та примирення та проведених реформ після ухвалення конституційних 2011 року в Марокко .

### Пандемія COVID-19
У 2020 році Аїша Дуйгі створила програму під назвою «Afgarich Sahara» (Герої Сахари), яка була спрямована на підтримку дітей у регіоні, надаючи їм можливість поділитися своїм досвідом дистанційного навчання в ході вимушеного карантину внаслідок пандемії COVID-19, а також здійснити свій внесок у культуру, мистецтво та творчість на онлайн-платформі для сприяння позитивній атмосфері в родинах. Її організація, Обсерваторія Сахари (OSPDH), здійснила просвітницьку роботу для підтримки заходів соціального дистанціювання, а також фахівці спостерігали за дотриманням прав та свобод, які можуть бути обмежені карантинними заходами. Наприклад, OSPDH організувала дистанційні навчальні сесії для молодіжних лідерів з питань громадянської адвокації, а також для захисників прав жінок у регіоні Близького Сходу та Північної Африки, з особливим акцентом на посилення насильства щодо жінок під час пандемії COVID-19 .